# Калинович, Михаил Яковлевич
Михаил Яковлевич Калинович (*30 сентября (13 октября) 1888, Жахновка — 16 января 1949, Киев) — украинский советский языковед, санскритолог, переводчик и литературовед, академик АН УССР (с 1939 года).

## Биография
Родился 30 сентября (13 октября) 1888 года в селе Жахнівці (теперь Тывровского района Винницкой области) в семье священника. С 1907 года учился в Петербургском университете. В 1912 году окончил Киевский университет, в котором был оставлен профессорским стипендиатом. Начиная с 1916 года преподавал в этом университете. Вел курсы вступления в языкознание, сравнительной грамматики индоевропейских языков, санскрита, истории древней индийской литературы и тому подобное. С 1924 года — одновременно научный сотрудник АН УССР.
В 1930—1949 годах работал заведующим отделом общего языкознания, директором Института языкознания АН УССР. С 22 февраля 1939 года — академик АН УССР, академик-секретарь отделения общественных наук.
С началом Великой Отечественной войны, в июле 1941 года Михаила Калиновича эвакуировали с почти 400-ми академиками, членами-корреспондентами и другими научными работниками Академии наук УССР в Уфу, столицу Башкирии.
Был в браке с Маргаритой Михайловной Отроковской, сестрой поэта Владимира Отроковского.
Жил в Киеве по улице Артема (ныне улица Сечевых Стрельцов), 53. Умер 16 января 1949 года. Похоронен в Киеве на Лукьяновском кладбище (участок № 9, ряд 10, место 18-2). На лабрадоритовом постаменте — белый мраморный крест с венком роз.

## Научная работа
Первые научные публикации Михаила Калиновича, посвященные проблемам индологии:
- «Природа и быт в древнеиндийской драме», 1916;
- «Бхавабхути Шринанта», 1918;
- «Концентры индийского мировоззрения», 1928 и другие.

Известные труды по литературоведению и художественному переводу:
- монография «Пути новейшей французской поэзии», 1924;
- сведения о западноевропейских писателях Г. Уэллсе, Дж. Конраде, Г.-Л. Стивенсоне, Д. Дидро.

Также в его активе переводы произведений Максима Горького, А. Чехова, Эмиля Золя и других.
Калиновичу принадлежит также ряд публикаций по теории и истории лексикографии, способствовали росту профессионального уровня украинских лексикографов послевоенного времени, оформлению лексикографии как отдельной научной лингвистической отрасли.

### Лексикография
Михаил Калинович стал самым известным ученым в области словарного дела Украины. Калинович — редактор-составитель 2-го тома академического «Русско-украинского словаря», который выходил отдельными выпусками в 1929—1933 годах; ответственный редактор и один из составителей фундаментального «Российско-украинского словаря» (1948), в течение многих послевоенных лет замещал собой отсутствующие на тот момент все другие типы словарей. Выданный однако в эпоху правления Сталина после массовых репрессий украинских лексикографов (Агафангел Крымский, Григорий Голоскевич, Виктор Дубровский, Евсей Изюмов, Андрей Никовский, Евгений Плужник и др.), которыми закончилась украинизация 1920 — 30-х годов, последний словарь языковеды шутливо называют «русско-русским» (за отбором украинской лексики) или «зеленым» (по цвету обложки).
- «Российско-украинский словарь» (в 4 т.; 1929—1933; соредактор)
- «Российско-украинский словарь» (1948; соредактор)
- «Англо-украинский словарь» (співукладач; не напечатанный)[4]

## Награды
- Орден Трудового Красного Знамени (2 октября 1944) — за выдающиеся заслуги в области развития советской науки, культуры и техники, за воспитание высококвалифицированных кадров научных работников, в связи с 25-летием со основания Академии Наук УССР
- Медали

## Память
В родном селе Жахновке ему установлена мемориальная доска.

## Ссылка
- Профиль М. Я. Калиновича на сайте Института языкознания им. А. А. Потебни НАН Украины